# Josué Essome Makongo
Pas d'image ? Cliquez ici

a Compétitions nationales et continentales officielles uniquement.

b Matchs officiels uniquement.
Dernière mise à jour le 25 mars 2022.
Josué Essome Makongo est un joueur international camerounais de rugby à XV qui évolue au poste de troisième ligne.

## Biographie
Josué Essome Makongo est formé au Cameroun, avant de partir aux Émirats arabes unis pendant cinq saisons. Là, il évolue d'abord avec les Jebel Ali Dragons RFC, puis rejoint le Dubai Exiles RFC à l'intersaison 2018. Là-bas, celui qui est surnommé Gio Makongo joue au plus haut niveau local
Après cinq saisons aux Émirats, il est en contact avec plusieurs clubs français. Il décide néanmoins de rejoindre le RC Le Mans en Fédérale 3, où il prend les fonctions d'entraîneur-joueur. Malgré un an sans compétition, il se démarque lors de son premier match sous les couleurs du Mans, disputé deux jours après son arrivée au club. 
International camerounais, il dispute notamment la Coupe d'Afrique de rugby à XV 2021-2022 où il évolue en tant que pilier et non comme troisième ligne comme en club. Il est l'auteur d'un essai face au Burundi.
Après avoir débuté la saison 2021-2022 avec Le Mans, il rejoint en début d'année civile l'US Meyzieu, qui évolue en Fédérale 2. Repositionné pilier comme en sélection, il s'y fait notamment remarquer en inscrivant un quadruplé face au FC Saint-Claude,.